# Burgsdorf
Burgsdorf là một đô thị thuộc huyện Mansfeld-Südharz, Sachsen-Anhalt, Đức. Đô thị Burgsdorf có diện tích 3,93 km², dân số thời điểm ngày 31 tháng 12 năm 2006 là 204 người.